# John Wrighton
John Derek Wrighton (* 10. März 1933 in Ilford, London) ist ein ehemaliger britischer Leichtathlet. Bei einer Körpergröße von 1,88 m betrug sein Wettkampfgewicht 80 kg.
Im Juli 1958 wurden in Cardiff die British Empire and Commonwealth Games ausgetragen. John Wrighton belegte über 440 Yards im Finale den fünften Platz. mit der englischen 4-mal-440-Yards-Staffel gewann er Silber hinter der Staffel aus Südafrika.
Einen Monat später fanden in Stockholm die Europameisterschaften 1958 statt. Im 400-Meter-Lauf gewann John Wrighton mit neuem britischen Rekord von 46,3 s vor John Salisbury (46,5 s), der in Cardiff Vierter über die Yards-Strecke geworden war. Die britische 4-mal-400-Meter-Staffel in der Besetzung Ted Sampson, John MacIsaac, Wrighton und Salisbury gewann in 3:07,9 min vor den Staffeln aus der Bundesrepublik Deutschland und aus Schweden.
Bei den Olympischen Spielen 1960 in Rom schied Wrighton über 400 Meter im Viertelfinale aus. Die britische Staffel belegte nach 3:08,3 min Rang fünf im Finale.